# Letiště Gran Canaria
Letiště Gran Canaria (IATA: LPA, ICAO: GCLP) (španělsky: Aeropuerto de Gran Canaria; někdy uváděno též pod názvem letiště Gando) je mezinárodní letiště na kanárském ostrově Gran Canaria. Nachází se na východní části ostrova 18 km jižně od jeho hlavního města Las Palmas de Gran Canaria. Má dvě ranveje dlouhé 3100 metrů a leží v nadmořské výšce 24 m. Bylo založeno v roce 1930.
Zatím nejvíce cestujících odbavilo v roce 2018 (13,57 miliónů), což byl nárůst 3,7 % oproti předchozímu roku. Podle počtu cestujících se jedná o největší letiště na Kanárských ostrovech, ale celkový počet cestujících je vyšší na Tenerife, protože tento ostrov má jako jediný dvě letiště. V roce 2019 letiště na Tenerife dohromady přepravila přes 17 miliónů cestujících, z toho letiště Tenerife Jih skoro 11,2 miliónu a letiště Tenerife Sever přes 5,8 miliónu.
Leteckou základnu zde k roku 2017 mají letecké společnosti Binter Canarias, Naysa, Norwegian Air International, Vueling a Ryanair. Dále sem létá několik desítek dalších leteckých společností a cestovních kanceláří, např. česká SmartWings, Air Europa (z Madridu), Air France, rakouská Austrian Airlines, British Airways, německé Eurowings a Lufthansa, Scandinavian Airlines, maďarská Wizz Air a mnoho dalších.

## Statistiky letiště

### Počty cestujících
V letech 2000 až 2019 se počet cestujících na letišti Gran Canaria pohyboval v rozmezí od přibližně 9 miliónů až přes 13 miliónů, přičemž dlouhodobě stoupal s občasnými menšími meziročními poklesy. Zatím nejvíce cestujících (přes 13,5 miliónu) bylo přepraveno v roce 2018, v roce 2019 došlo oproti předchozímu roku k mírnému poklesu o 2,3 procenta (podrobněji viz  Tabulka 1). V letech 2020–2021 došlo k bezprecedentnímu poklesu v důsledku pandemie covidu-19). V roce 2021 byl počet cestujících přece jen vyšší než v roce 2020, ale i tak to nejsou ani 3/4 roku 2000 a jen zhruba polovina (50,8 %) rekordního roku 2018. 
| Rok  | Počet cestujících | Bazický index (2000=100) | Změna [%] |
| ---- | ----------------- | ------------------------ | --------- |
| 2000 | 9 376 640         | 100                      | x         |
| 2001 | 9 332 132         | 100                      | ▼ -0,5    |
| 2002 | 9 009 756         | 96                       | ▼ -3,5    |
| 2003 | 9 181 229         | 98                       | ▲ 1,9     |
| 2004 | 9 467 494         | 101                      | ▲ 3,1     |
| 2005 | 9 827 157         | 105                      | ▲ 3,8     |
| 2006 | 10 286 726        | 110                      | ▲ 4,7     |
| 2007 | 10 354 903        | 110                      | ▲ 0,7     |
| 2008 | 10 212 123        | 109                      | ▼ -1,4    |
| 2009 | 9 155 665         | 98                       | ▼ -10,3   |
| 2010 | 9 486 035         | 101                      | ▲ 3,6     |
| 2011 | 10 538 829        | 112                      | ▲ 11,1    |
| 2012 | 9 892 067         | 105                      | ▼ -6,1    |
| 2013 | 9 770 039         | 104                      | ▼ -1,2    |
| 2014 | 10 315 740        | 110                      | ▲ 5,6     |
| 2015 | 10 627 218        | 113                      | ▲ 3,0     |
| 2016 | 12 093 645        | 129                      | ▲ 13,8    |
| 2017 | 13 092 475        | 140                      | ▲ 8,3     |
| 2018 | 13 573 242        | 145                      | ▲ 3,7     |
| 2019 | 13 261 228        | 141                      | ▼ -2,3    |
| 2020 | 5 134 372         | 55                       | ▼ -61,3   |
| 2021 | 6 900 493         | 74                       | ▲ 34,4    |

### Počet letů a přepravený náklad
V letech 2000 až 2019 počet vzletů a přistání logicky převážně stoupal obdobně jako počet přepravených cestujících. V roce 2020 (údaje za rok 2021 v tabulce zatím nejsou) došlo opět u v důsledku pandemie covidu-19) k obrovskému poklesu letů téměř o polovinu. Pokud je o nákladní přepravu, z tabulky 2 je vidět, že její objem dlouhodobě a téměř nepřetržitě klesá, tedy že letiště Gran Canaria slouží především k přepravě turistů, nikoli nákladu.
| Rok  | Vzletů a přístání | Změna [%] | Cargo (tun) | Změna [%] |
| ---- | ----------------- | --------- | ----------- | --------- |
| 2000 | 98 063            | x         | 43 707      | x         |
| 2001 | 93 291            | ▼ -4,9    | 40 861      | ▼ -6,5    |
| 2002 | 93 803            | ▲ 0,5     | 39 639      | ▼ -3,0    |
| 2003 | 99 712            | ▲ 6,3     | 40 050      | ▲ 1,0     |
| 2004 | 104 659           | ▲ 5,0     | 40 935      | ▲ 2,2     |
| 2005 | 110 748           | ▲ 5,8     | 40 390      | ▼ -1,3    |
| 2006 | 114 949           | ▲ 3,8     | 38 361      | ▼ -5,0    |
| 2007 | 114 355           | ▼ -0,5    | 37 491      | ▼ -2,3    |
| 2008 | 116 252           | ▲ 1,7     | 33 695      | ▼ -10,1   |
| 2009 | 101 557           | ▼ -12,6   | 25 995      | ▼ -22,9   |
| 2010 | 103 093           | ▲ 1,5     | 24 528      | ▼ -5,6    |
| 2011 | 111 271           | ▲ 7,9     | 23 679      | ▼ -3,5    |
| 2012 | 100 393           | ▼ -9,8    | 20 602      | ▼ -13,0   |
| 2013 | 95 485            | ▼ -4,9    | 18 786      | ▼ -8,8    |
| 2014 | 102 210           | ▲ 7,0     | 19 870      | ▲ 5,8     |
| 2015 | 100 420           | ▼ -1,8    | 18 800      | ▼ -5,4    |
| 2016 | 111 996           | ▲ 11,5    | 18 588      | ▼ -1,1    |
| 2017 | 118 551           | ▲ 5,9     | 18 110      | ▼ -2,6    |
| 2018 | 131 030           | ▲ 10,5    | 19 166      | ▲ 5,8     |
| 2019 | 126 451           | ▼ -3,5    | 19 728      | ▲ 2,9     |
| 2020 | 67 282            | ▼ -46,8   | 13 923      | ▼ -29,4   |